# Vendée Globe 1996-1997
Navigation
1992-1993 2000-2001
Le Vendée Globe 1996-1997 est la troisième édition du Vendée Globe. Le départ est donné le 3 novembre 1996 des Sables-d'Olonne. Cette épreuve compte 15 bateaux au départ et 6 à l'arrivée, en raison d'abandons nombreux dus à des conditions difficiles. Il est remporté par Christophe Auguin le 17 février 1997, après un parcours de 105 jours, 20 heures et 31 minutes, ce qui constitue un nouveau record de l'épreuve.

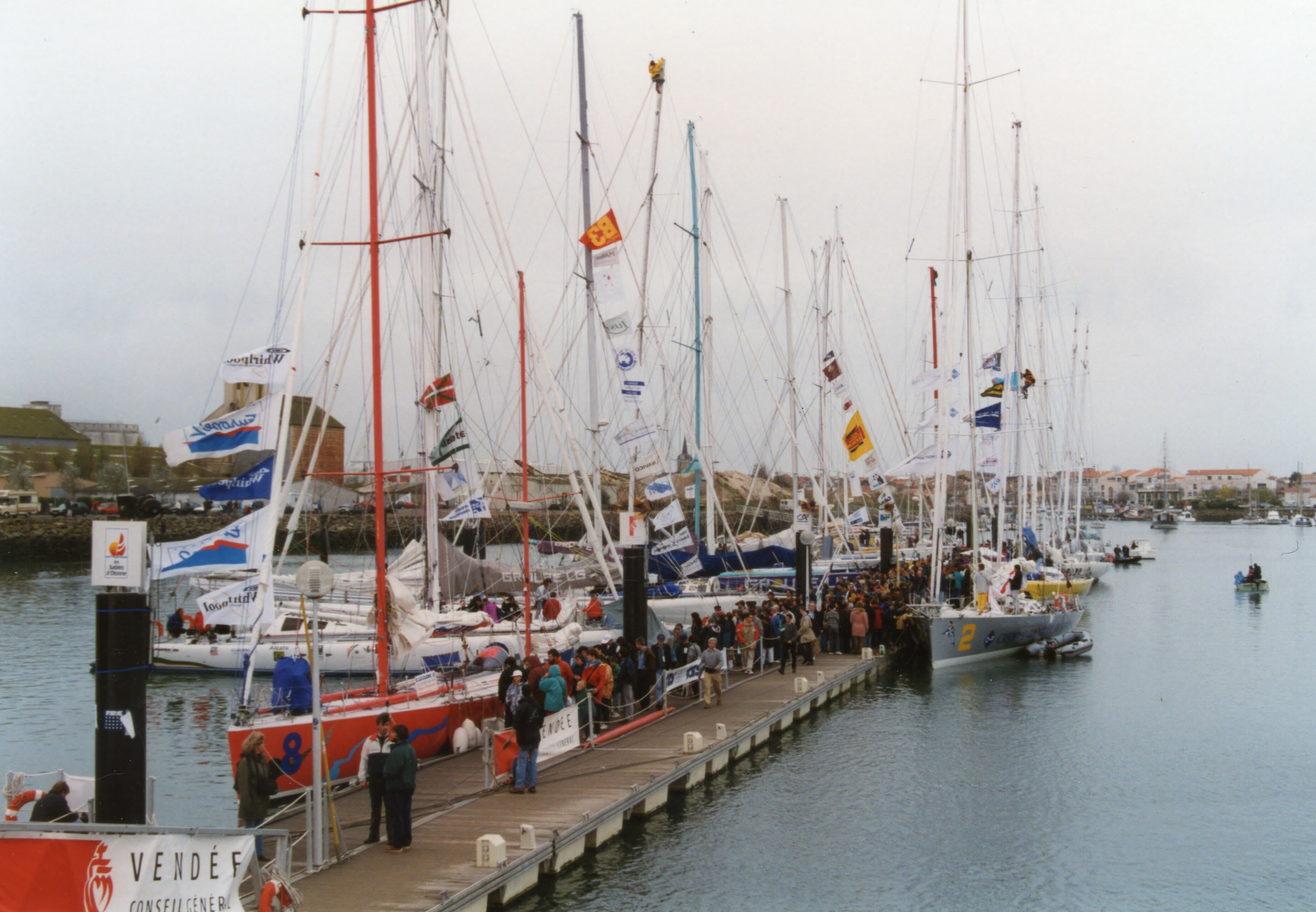
Vue d'ensemble des bateaux du Vendée Globe 1996-1997.

## Règlement

### Liste des points de passage
L'édition 1996-1997 du Vendée Globe est la dernière dont le parcours consiste simplement à laisser les 3 caps à bâbord sans points de passage.

### Types de bateaux
Les bateaux admis à participer à cette édition sont des voiliers monocoques d'une longueur comprise entre 50  et   60 pieds, c'est-à-dire entre 15,24 et 18,29 mètres. À l'exception du 50 pieds Aqua Quorum, tous les bateaux engagés sont des 60 pieds.

### Nouveautés et évolutions technologiques
À la demande des skippers de nouvelles dispositions sont adoptées :
- les données météo sont envoyées par satellite à chacun des concurrents ;
- création d'un service médical opérationnel et professionnel accessible 24 heures sur 24 par fax ou par radio.

De nouvelles technologies sont utilisées (quille basculante, coque carbone plus légère et solide, mât profilé, esquisses de foils).
Cette édition est marquée par l'arrivée d'experts (Parlier et Autissier sont des ingénieurs de formation, Auguin est professeur de technologie).

## Participants
Quinze concurrents sont au départ.
| Participant         | Nationalité | Participations | Nom du bateau               | Architecte                   | chantier                           | année de lancement |
| ------------------- | ----------- | -------------- | --------------------------- | ---------------------------- | ---------------------------------- | ------------------ |
| Christophe Auguin   | France      | 1re            | Geodis                      | Finot-Conq                   | JMV Industries                     | 1994               |
| Isabelle Autissier  | France      | 1re            | PRB                         | Finot-Conq                   | Marc Pinta                         | 1996               |
| Bertrand de Broc    | France      | 2e             | Votre nom autour du monde   | Philippe Briand              | ATA Jeanneau                       | 1989               |
| Tony Bullimore      | Royaume-Uni | 1re            | Exide Challenger            | Noble et Smith               | Wesley Massam                      | 1992               |
| Catherine Chabaud   | France      | 1re            | Whirlpool-Europe 2          | Philippe Harlé Alain Mortain | CDK Technologies                   | 1991               |
| Thierry Dubois      | France      | 1re            | Pour Amnesty International  | Joubert-Nivelt               | chantier Hervé et Pinta            | 1989               |
| Éric Dumont         | France      | 1re            | Café Legal-Le Goût          | Finot-Conq                   | CDK Technologies                   | 1992               |
| Nándor Fa           | Hongrie     | 2e             | Budapest                    | Nándor Fa                    | Fa Hajo Kft                        | 1996               |
| Pete Goss           | Royaume-Uni | 1re            | Aqua Quorum                 | Adrian Thompson              |                                    | 1996               |
| Hervé Laurent       | France      | 1re            | Groupe LG-Traitmat          | Luc Bouvet Olivier Petit     | Chantier Capitaine Flint           | 1989               |
| Didier Munduteguy   | France      | 1re            | Club 60e Sud                | Philip Morrison              | Rowsell et Morrison                | 1990               |
| Yves Parlier        | France      | 2e             | Aquitaine Innovations       | Finot-Conq                   | Composite Aquitaine Thierry Eluère | 1996               |
| Patrick de Radiguès | Belgique    | 1re            | Afibel                      | Philippe Harlé Alain Mortain | Garcia                             | 1989               |
| Gerry Roufs         | Canada      | 1re            | Groupe LG 2                 | Finot-Conq                   | Mag et JMV                         | 1995               |
| Marc Thiercelin     | France      | 1re            | Crédit Immobilier de France | Finot-Conq                   | Marc Pinta                         | 1990               |

## Déroulement de l'épreuve
Une flamme postale est publiée durant le premier semestre 1996, préalablement au lancement de la course : elle est intitulée Vendée Globe 96-97 Les Sables d'Olonne et représente en son centre l'ovale du globe terreste parcouru.
La course compte quinze bateaux au départ auxquels il convient d'ajouter Raphaël Dinelli, sur Algimouss, lequel participe à la course mais ne pourra être classé (il part en « pirate » selon la presse française) car sa qualification nautique n'a pas été validée en raison du retrait de son principal sponsor. Sur l'ensemble de ces concurrents, seulement six arrivent aux Sables d'Olonne.

### Évènements marquants
- Naufrage de Raphaël Dinelli : le 25 décembre 1996, Algimouss chavire et perd son mât dans l'Océan Indien, au Sud de l'Australie. Le bateau, abîmé, se remplit progressivement d'eau et commence à couler. Raphaël Dinelli, debout sur le pont de son bateau, lutte 36 heures durant dans une eau à 3 degrés. L'Anglais Pete Goss, concurrent le plus proche, se déroute et navigue contre le vent dans une mer épouvantable avant de récupérer Dinelli le 27 décembre.
- Chavirage de Thierry Dubois et de Tony Bullimore : le dimanche 5 janvier 1997, Thierry Dubois et Tony Bullimore naviguent à 15 milles de distance par 52° S, 100° E, à 2 500 kilomètres au sud de l'Australie, dans une mer énorme et 65 à 70 nœuds de vent[4]. La goélette Exide Challenger chavire et reste à l'envers ; son skipper, Tony Bullimore, actionne le signal de détresse de sa balise Argos et trouve refuge dans une poche d'air de son bateau, sans lumière ni vivres. Thierry Dubois, hors-course à la suite d'un arrêt technique en Afrique du Sud quinze jours auparavant, chavire également et démâte, mais le bateau parvient à se redresser ; il actionne alors sa balise en position "alerte". Ce n'est que le lundi 6 janvier qu’Amnesty International est retourné par une vague et demeure à l'envers. Thierry Dubois sort de son bateau et est repéré par un avion de la marine australienne qui lui largue un radeau de survie, le sien n'ayant pas fonctionné. Le bateau de Bullimore est également repéré, sans signe de vie. Les deux navigateurs sont secourus le 9 janvier par la frégate Adelaïde qui les ramène à Fremantle[5].
- Disparition de Gerry Roufs : le 7 janvier 1997, la balise Argos de Gerry Roufs, alors deuxième derrière Christophe Auguin, cesse d'émettre. Une terrible tempête fait rage sur le Pacifique (dernière position connue : 55° 01,3′ S, 124° 22,5′ O). Cette position se situe à environ 430 miles au Sud du point némo, c'est-à-dire à une position très éloignée de toute terre, donc des secours pouvant répondre rapidement à l'appel de recherche. Le dernier message de Gerry témoigne de la violence des éléments : « Les vagues ne sont plus des vagues, elles sont hautes comme les Alpes »[6]. Isabelle Autissier, hors-course après avoir été contrainte à faire escale à Capetown pour réparer son safran endommagé, navigue dans la même zone. Les deux navigateurs échangent des messages de soutien, jusqu'à ce que Gerry Roufs cesse de répondre. Elle pense qu'il a chaviré. Elle le double à ce moment. Son bateau chavire à plusieurs reprises dans des vents atteignant 80 nœuds ; elle poursuit sa route pendant deux jours et finit par faire demi-tour sur les fortes recommandations de Philippe Jeantôt — ce qui crée une polémique avec l'organisateur de la course.[7] Après quelques heures, elle reprend sa route avec l'accord du Cross d'Étel. Pendant ce temps, un cargo est dérouté et avec le navigateur Marc Thiercelin, ils quadrilleront la zone pendant quatre jours, du 8 au 11 janvier 1997, dans cette mer démontée, sans succès.  Jeantot demande également aux concurrents suivants Hervé Laurent, Bertrand de Broc et Éric Dumont d'aller à la recherche de Gerry, ce que Laurent et de Broc refusent prétextant pour l'un des maux de pieds et pour l'autre le mauvais temps qui ne sévissait pas au moment de leur passage dans la zone. Éric Dumont arrivera sur place, le 15 janvier, sans succès. La coque retournée de Groupe LG 2 dérivant vers la côte chilienne est identifiée le 16 juillet 1997 par un cargo. Entre-temps, des recherches auront été entamées par sa compagne Michèle Cartier et avec les membres de l'association Sur la route de Gerry Roufs, association fondée à cet effet au printemps 1997. Une expédition dans le sud du Chili aura été organisée par l'association en septembre 1997 sans réussir à le localiser faute de moyens financiers et de radar. Des pêcheurs chiliens auront été les premiers à le retrouver, intact, échoué sur une des îles Atalaya, en septembre 1997. Ils tiendront la découverte secrète pour l'avoir pillé. Une demande de rançon sera faite en mai 1998 en échange de la position de l'épave, le lieu de sa découverte, ce qui sera refusé mais relancera activement la recherche par l'association. Ce sera finalement l'aéronavale chilienne qui le trouvera et l'identifiera formellement le 27 août 1998, le bateau détruit depuis par les tempêtes et les rochers, des morceaux de tailles importantes sont dispersés sur les îles Atalaya.
- Yves Parlier sur Aquitaine Innovations est le premier navigateur à utiliser un mât-aile profilé sur un monocoque 60 pieds open[8]. Cette innovation, inspirée des multicoques fera école et s'imposera sur l'ensemble de la flotte des 60 pieds IMOCA.
- C'est également la première fois que les quilles pendulaires font leur apparition sur le Vendée Globe, PRB, le voilier d'Isabelle Autissier, étant le premier à avoir expérimenté cette technologie.
- Cette édition marque la suprématie des plans Finot-Conq puisque, outre Geodis, le vainqueur, cinq voiliers issus du même cabinet prennent le départ : Crédit Immobilier de France (2e), Café Legal-Le Goût (4e), PRB, Aquitaine Innovations (éliminés), et Groupe LG 2 (perdu en mer).
- En terminant sixième, Catherine Chabaud devient la première femme à réaliser un tour du monde à la voile en solitaire, sans escale et sans assistance en course. Isabelle Autissier et Catherine Chabaud sont d'ailleurs les premières femmes à participer au Vendée Globe lors de cette troisième édition.
- À la suite de cette édition endeuillée, de nouvelles règles de sécurité seront progressivement adoptées. Les appendices du bateau (quille, safrans) ainsi qu'une partie de la coque devront être peints de couleur fluorescente. Les bateaux devront êtes capables de se redresser après un chavirage (en basculant la quille latéralement). Enfin, des marques de parcours puis une zone d'exclusion (définie à l'aide de satellites d'observation) seront instaurées afin d'éviter que les concurrents atteignent des latitudes trop dangereuses. Marc Thiercelin: «Je suis stressé, je ne dors presque plus, je suis fatigué et inquiet... C'est très dangereux , il y a de la brume et beaucoup d'icebergs. La mer est la plus forte, c'est très dur ici, trop dur...». L'édition 1996-1997 du Vendée Globe est la dernière dont le parcours consistait simplement à laisser les 3 caps à bâbord.
- Patrick de Radiguès termine le tour du monde hors course en Juin 1997[9]. À la suite de nombreuses avaries, dont des problèmes électriques l'obligeant à barrer constamment, il fait une première escale en Australie puis en Nouvelle-Zélande.

## Classement général
| Place | Nom du concurrent | Nom du bateau               | Nationalité | Temps                              |
| ----- | ----------------- | --------------------------- | ----------- | ---------------------------------- |
| 1     | Christophe Auguin | Geodis                      | France      | 105 j 20 h 31 min (nouveau record) |
| 2     | Marc Thiercelin   | Crédit Immobilier de France | France      | 113 j 08 h 26 min                  |
| 3     | Hervé Laurent     | Groupe LG-Traitmat          | France      | 114 j 16 h 43 min                  |
| 4     | Éric Dumont       | Café Legal-Le Goût          | France      | 116 j 16 h 43 min                  |
| 5     | Pete Goss         | Aqua Quorum                 | Royaume-Uni | 126 j 21 h 25 min                  |
| 6     | Catherine Chabaud | Whirlpool-Europe 2          | France      | 140 j 04 h 38 min                  |

## Abandons
| Nom du concurrent   | Nom du bateau              | Nationalité | Raison de l'abandon          |
| ------------------- | -------------------------- | ----------- | ---------------------------- |
| Isabelle Autissier  | PRB                        | France      | safran cassé                 |
| Yves Parlier        | Aquitaine Innovations      | France      | safran cassé                 |
| Bertrand de Broc    | Votre nom autour du monde  | France      | chavirage                    |
| Tony Bullimore      | Exide Challenger           | Royaume-Uni | chavirage                    |
| Thierry Dubois      | Pour Amnesty International | France      | safran cassé, puis chavirage |
| Nándor Fa           | Budapest                   | Hongrie     | collision avec un cargo      |
| Didier Munduteguy   | Club 60e Sud               | France      | démâtage                     |
| Patrick de Radiguès | Afibel                     | Belgique    | Problèmes électriques        |
| Gerry Roufs         | Groupe LG 2                | Canada      | disparu en mer               |

### Émission radio
- Fabrice Drouelle, « Vendée Globe 1996 une course au cœur de la tempête », émission de 55 min [], sur France Inter, Affaires sensibles, 21 décembre 2020 (consulté le 5 mars 2021)